# Michelle Nunn
Michelle Nunn, née le 16 novembre 1966 à Macon, en Géorgie, est une femme politique américaine. Membre du Parti démocrate, elle représente sa formation politique aux élections sénatoriales américaines de 2014, lors desquelles elle est battue par le républicain David Perdue.
Elle est la fille de Sam Nunn, homme politique et ancien sénateur des États-Unis.